# Chen Fang
Chen Fang (en chino: 陈芳; 1 de junio de 1993) es una deportista china que compite en remo. Ganó tres medallas en el Campeonato Mundial de Remo entre los años 2017 y 2019.

## Palmarés internacional
| Campeonato Mundial | Campeonato Mundial        | Campeonato Mundial | Campeonato Mundial  |
| Año                | Lugar                     | Medalla            | Prueba              |
| ------------------ | ------------------------- | ------------------ | ------------------- |
| 2017               | Sarasota (Estados Unidos) | Medalla de bronce  | Cuatro scull ligero |
| 2018               | Plovdiv (Bulgaria)        | Medalla de oro     | Cuatro scull ligero |
| 2019               | Ottensheim (Austria)      | Medalla de plata   | Cuatro scull ligero |